# Amadina
Genre
Le genre Amadina regroupe deux espèces d'oiseaux appartenant à la famille des Estrildidae. Amadine est le nom français que la nomenclature aviaire en langue française (mise à jour) a donné à ces 2 espèces.

## Liste d'espèces
D'après la classification de référence (version 13.2, 2023) du Congrès ornithologique international (ordre phylogénique) :
- Amadina erythrocephala – Amadine à tête rouge
- Amadina fasciata – Amadine cou-coupé